# Tribija (rijeka)
Tribija je rijeka u Bosni i Hercegovini.
Nastaje od više manjih vodotoka kod mjesta Pogar sjeverno od Vareša. Lijeva je pritoka Krivaje, ušće se nalazi na 407 metara nadmorske visine južno od Kamenskog u olovskoj općini. Najveća pritoka Tribije je desna pritoka Vijačica.